# 日下部かおり
日下部 かおり（くさかべ かおり、1966年 - ）は、日本の女性ピアニスト、声楽家（ソプラノ）、音楽家、声優。
長野県豊丘村出身。血液型はA型。

## 来歴・人物
母は高校音楽教師の後に日下部の出産にあたりピアノ教室を始める。一人っ子。日下部は小学1年生の頃にピアノを習い始め、クヴィタ・ピリンスカ、久保田惠子に師事した。中学校・長野県飯田高等学校では演劇部に所属。高校の時に筝曲師範を取得したが、日下部が高校在学時には筝曲部がなく、母が筝曲を教えていたということもあり、高校の教諭による筝曲の個人レッスンを受けていたという。長野県飯田高等学校（高35回）を経て国立音楽大学器楽学科ピアノ専攻を卒業後、劇団青年座養成所で舞台の基礎を学び放送声優として、『鎧伝サムライトルーパー』のナスティ柳生役を演じる。母が倒れてしまったため、長野県に帰郷。ピアニストに専念するようになる。2010年より毎夏、ミュージックキャンプ・プラハに参加し、ピアノソロ、室内楽の研鑽を積む。6回にわたりディプロマを取得しており、2014年には音楽教育法のディプロマを取得。ピアノソロ・デュオ、また声楽・器楽の伴奏ピアニストとして多数のコンサートに出演、チェコの名門弦楽四重奏団とシリーズで行っている演奏会では高い評判を得ている。日下部自身の演奏活動と共に、音楽教室 La Musicaを主宰し、ワークショップ「おんがくであそぼう」を立ち上げるなど、後進の育成に力を注いでいる。

## 出演

### テレビアニメ
- 鎧伝サムライトルーパー（1988年 - 1989年、テレビ朝日・名古屋テレビ放送）ナスティ・柳生 役

### 音声ドラマ
- 天空伝 サムライトルーパー（1989年）